# Serrat d'Aubinses
El Serrat d'Aubinses és una serra situada al municipi d'Alt Àneu a la comarca del Pallars Sobirà, amb una elevació màxima de 1.900 metres.